# تفسير قتادة
تفسير قتادة أبو الخطاب قتادة بن دعامة السدوسي البصري الأكمه، كان تابعيا وعالما كبيرا، قال أبو عبيدة: ما كنا نفقد في كل يوم راكبا من ناحية بني أمية ينيخ على باب قتادة فيسأله عن خبر أو نسب أو شعر. 
وهو أكثر التابعين تفسيرا بعد مجاهد، بل أكثر من نصف تفسير التابعين بالإطلاق عنهما، وتفسيره جُلُّه صحيح، أكثره يرويه عنه سعيد بن أبي عروبة، والبقية يرويه عنه معمر بن راشد الأزدي، وهم ثقات حُفَّاظ. 
ذكره الطبري أكثر من (3000) مرة، ربما يكون قد نقل كل مادته بالرواية التالية: حدثنا بشر بن معاذ، حدثنا يزيد بن زريع،عن سعيد، عن قتادة.
وكذا الحال في تفسير ابن أبي حاتم، وتفسير عبد الرزاق الصنعاني الذي روى أغلب تفسيره عن معمر، عن قتادة. 

## التعريف بصاحب التفسير
أبو الخطاب قتادة بن دعامة السدوسي البصري الأكمه، كان تابعيا وعالما كبيرا، قال أبو عبيدة: ما كنا نفقد في كل يوم راكبا من ناحية بني أمية ينيخ على باب قتادة فيسأله عن خبر أو نسب أو شعر، وكان يدور البصرة أعلاها وأسفلها بغير قائد، فدخل مسجد البصرة، فإذا بعمرو بن عبيد ونفر معه قد اعتزلوا من حلقة الحسن البصري وحلقوا وارتفعت أصواتهم، فأمهم وهو يظن أنها حلقة الحسن، فلما صار معهم عرف أنها ليست هي، فقال: إنما هؤلاء المعتزلة، ثم قام عنهم، فمذ يومئذ سموا المعتزلة، وكانت ولادته سنة ستين للهجرة. وتوفي سنة سبع عشرة ومائة بواسط. 

## أهمية تفسير قتادة
وهو أكثر التابعين تفسيرا بعد مجاهد، بل أكثر من نصف تفسير التابعين بالإطلاق عنهما، وتفسيره جُلُّه صحيح، أكثره يرويه عنه سعيد بن أبي عروبة، والبقية يرويه عنه معمر بن راشد الأزدي، وهم ثقات حُفَّاظ.
وثمة شيء آخر يسير جدًّا يرويه غير سعيد ومعمر، وهو صحيح بالجملة أيضًا، ولا يحمل قولي: إن قوله صحيح كله، فيقف الإنسان على بعض المرويات من غير طريق معمر، وغير طريق سعيد بن أبي عروبة، فيجد فيه ضعفا، ولكن بالسَّبْر فإن جميع تفسير قتادة صحيح، ولا يوجد لديه قولٌ شاذٌ. 

## اعتماد أصحاب التفاسير الكبيرة على تفسير قتادة
وقال الأستاذ سزكين عند تفسير قتادة: ويبدو أنه كان تفسيرا كبير الحجم ذكره الطبري أكثر من (3000) مرة، ربما يكون قد نقل كل مادته بالرواية التالية: حدثنا بشر بن معاذ، حدثنا يزيد بن زريع،عن سعيد، عن قتادة.
وكذا الحال في تفسير ابن أبي حاتم، وتفسير عبد الرزاق الصنعاني الذي روى أغلب تفسيره عن معمر، عن قتادة. 

## مميزات تفسير قتادة وأسباب ذيوعه
بلغت آثاره التفسيرية في الموسوعة (5729) أثرا، فكان أكثر التابعين تفسيرا
لآيات القرآن على الإطلاق، مع أنه ليس بأشهرهم لأسباب عدة:
1 - قوة حافظته، وكثرة ما سمع في التفسير.
وهذا يعلل كثرة مروياته في التفسير، ونزول الآيات، والنسخ، واستشهاده بالسنة وأقوال المتقدمين أثناء تفسيره، حتى فاق أقرانه من التابعين.
2 - تعدد مصادره وكثرة شيوخه.
فقد أخذ عن أهل بلده بالبصرة، خصوصا أنس بن مالك عنه، وكذلك الحسن البصري الذي لازمه ثنتي عشرة سنة، كذلك رحل خارج البصرة؛ فأخذ عن سعيد بن المسيب بالمدينة، فكان من أكثر من روى تفسيره.
3 - عناية تلاميذه بنقل تفسيره ونشر تراثه وروايته لمن بعده.
يأتي على رأسهم سعيد بن أبي عروبة (ت: 156 هـ) ، يليه معمر بن راشد (ت: 153 هـ).
4 - عدم دخوله في الفتن، مع أنه من أهل العراق الذي كان مصدرا للفتن والقلاقل آنذاك، والتي كان من أشدها: فتنة ابن الأشعث، فلم يشارك قتادة في مثل تلك الفتن، بل كان على منهج شيخه الحسن البصري، في البعد عنها والسلامة منها.
5 - تقدمه في اللغة وعلومها.
ومن هنا تميز تفسيره بالاستشهاد بالشعر، وبيان اشتقاق الألفاظ، ومعاني لغات العرب، كما تميز أسلوبه بجزالة الألفاظ، وجمال العبارة، وبلاغة القول. 

## نموذج من تفسير قتادة
حدثنا بشر بن معاذ، قال: ثنا يزيد بن زريع، قال: ثنا سعيد، عن قتادة، قوله: {فأرسلنا عليهم الطوفان}[سورة الأعراف، الآية: 133] حتى بلغ: {مجرمين} [سورة الأعراف، الآية: 133] قال: أرسل الله عليهم الماء حتى قاموا فيه قياما، فدعوا موسى فدعا ربه، فكشف عنهم، ثم عادوا بشر ما يحضر بهم، ثم أنبتت أرضهم، ثم أرسل الله عليهم الجراد، فأكل عامة حروثهم وثمارهم، ثم دعوا موسى، فدعا ربه فكشف عنهم. ثم عادوا بشر ما يحضر بهم، فأرسل الله عليهم القمل، هذا الدبى الذي رأيتم، فأكل ما أبقى الجراد من حروثهم، فلحسه، فدعوا موسى، فدعا ربه، فكشفه عنهم، تم عادوا بشر ما يحضر بهم، ثم أرسل الله عليهم الضفادع، حتى ملأت بيوتهم وأفنيتهم، فدعوا موسى، فدعا ربه، فكشف عنهم، ثم عادوا بشر ما يحضر بهم، فأرسل الله عليهم الدم، فكانوا لا يغترفون من مائهم إلا دما أحمر، حتى لقد ذكر أن عدو الله فرعون كان يجمع بين الرجلين على الإناء الواحد، القبطي والإسرائيلي، فيكون مما يلي الإسرائيلي ماء، ومما يلي القبطي دما، فدعوا موسى، فدعا ربه، فكشفه عنهم في تسع آيات: السنين، ونقص من الثمرات، وأراهم يد موسى عليه السلام وعصاه. 

## أهمية الكتاب
يكتسب أهمية الكتاب من صاحبه فإنّ قتادة من أكثر التابعين تفسيرا بعد مجاهد، بل أكثر من نصف تفسير التابعين بالإطلاق عنهما.
| اسم الكتاب   | تفسير قتادة بن دعامة السدوسي | تفسير قتادة بن دعامة السدوسي |
| اسم المؤلف   | اسم المؤلف                   | قتادة بن دعامة               |
| المحقق       | المحقق                       | يوسف بن محمد الدكالي         |
| موضوع الكتاب | موضوع الكتاب                 | تفسير القرآن                 |
|              |                              |                              |